# Borken (Meppen)
Borken ist ein Ortsteil im Norden der niedersächsischen Kreisstadt Meppen im Landkreis Emsland. Es hat 518 Einwohner (Stand 13. Dezember 2021) auf einer Fläche von 10,28 km². Gemeinsam mit den Ortschaften Hemsen, Hüntel und Holthausen gehört Borken zu den Meppener Nordgemeinden.
Auf dem Gebiet der einst selbständigen Gemeinde Borken befindet sich, umgeben von einem Altarm der Ems, das Naturschutzgebiet Borkener Paradies. Es handelt sich dabei um eine historische Hutweide, die charakteristisch ist für die Kulturlandschaft Nordwestdeutschlands. Früher wurde dieses etwa 30 Hektar große „Allmendegebiet“ als Viehweide genutzt. Feuchte und trockene Weideflächen wechseln sich mit Schlehdorngebüschen und Eichenwäldchen ab. Durch die weiterhin bestehende Beweidung wird der Charakter dieser Landschaft auch in Zukunft erhalten bleiben.
Am 1. März 1974 wurde Borken in die Kreisstadt Meppen eingegliedert.
Ortsvorsteher ist Hubert Neesen.

## Einwohnerentwicklung
| Jahr | Einwohner |
| ---- | --------- |
| 1821 | 56        |
| 1848 | 77        |
| 1871 | 99        |
| 1885 | 100       |
| 1905 | 106       |

| Jahr | Einwohner |
| ---- | --------- |
| 1925 | 97        |
| 1933 | 101       |
| 1939 | 210       |
| 1946 | 255       |
| 1950 | 201       |

| Jahr | Einwohner |
| ---- | --------- |
| 1956 | 190       |
| 1961 | 194       |
| 1971 | 247       |
| 2005 | 545       |
| 2007 | 550       |

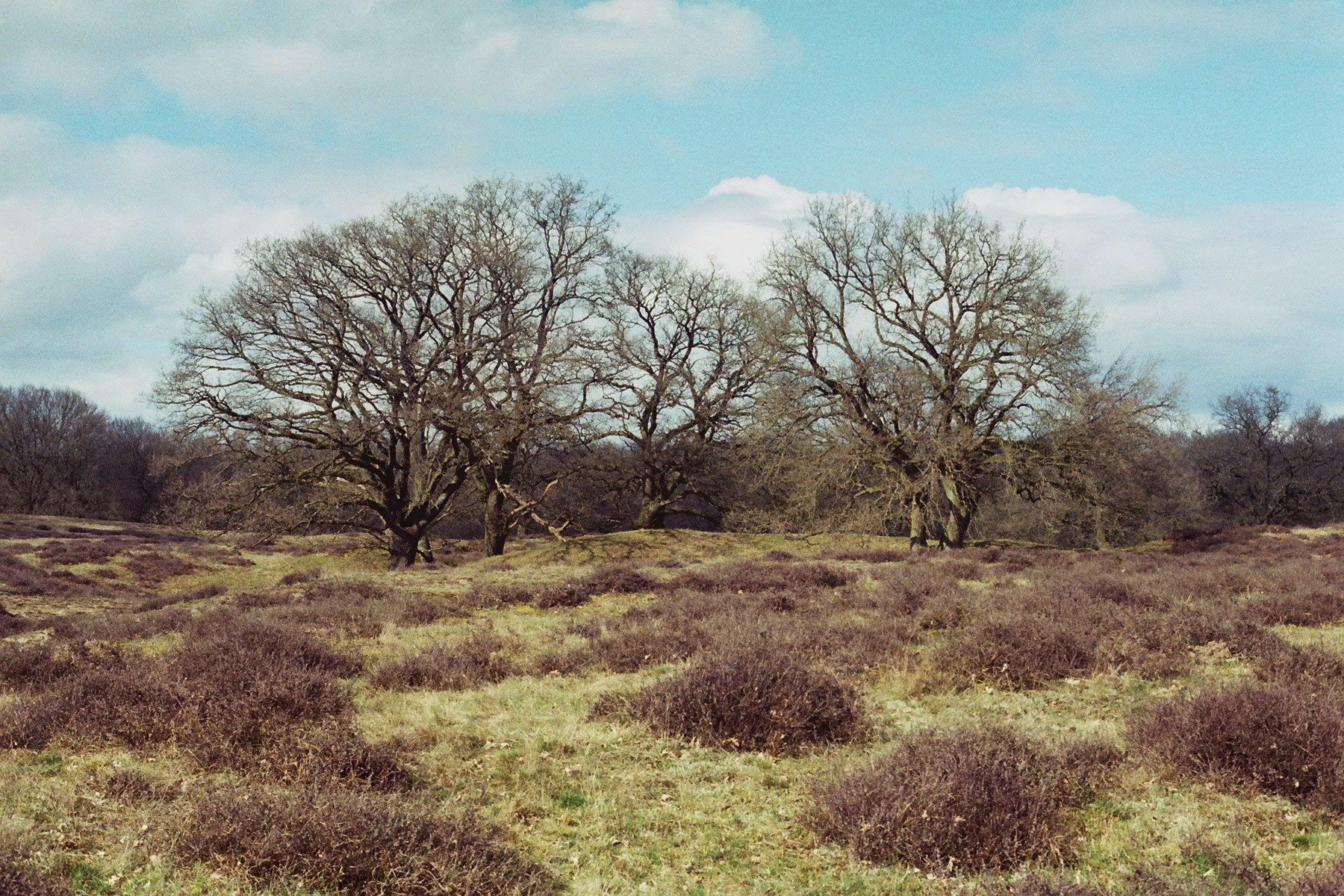
NSG „Borkener Paradies“
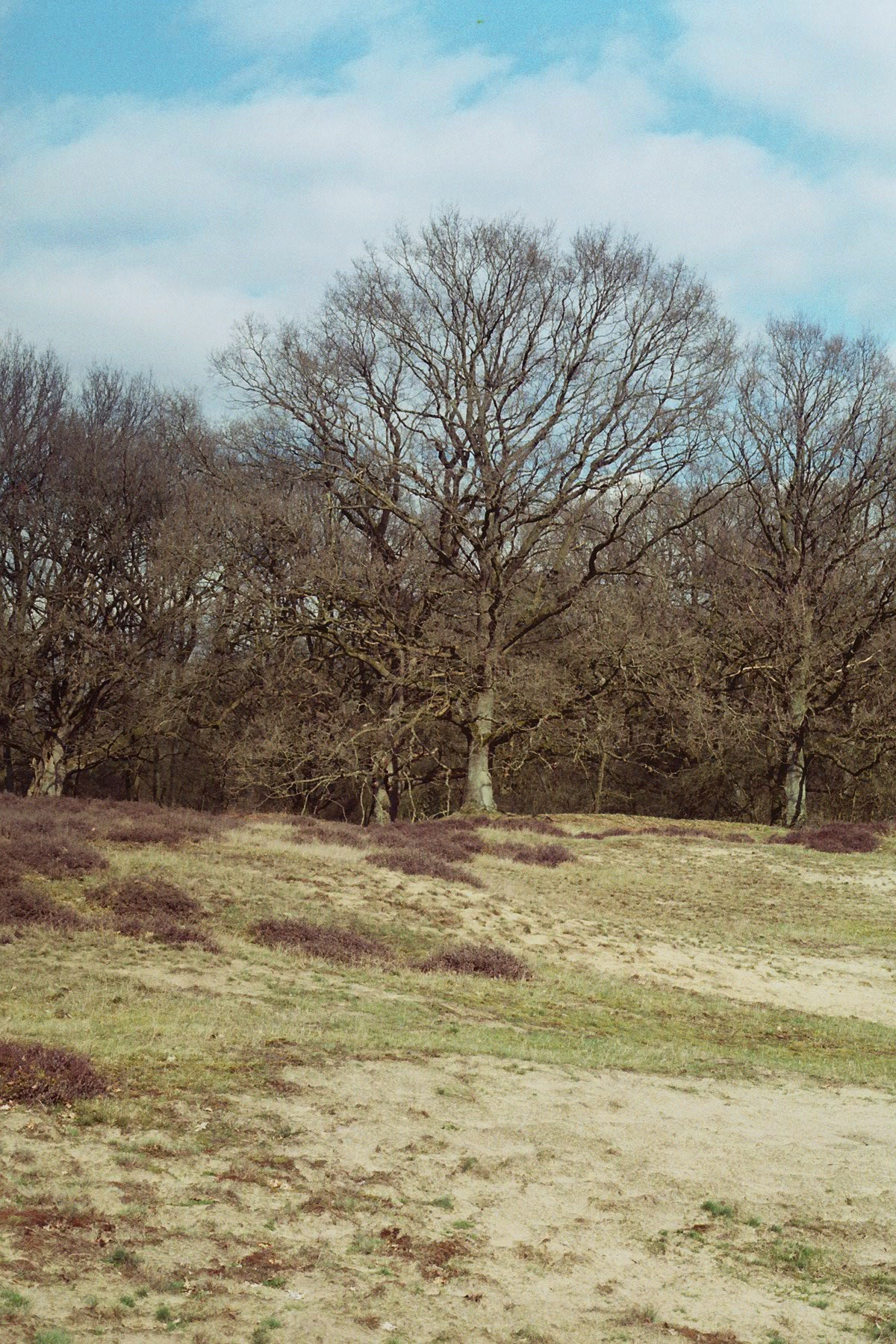
NSG „Borkener Paradies“
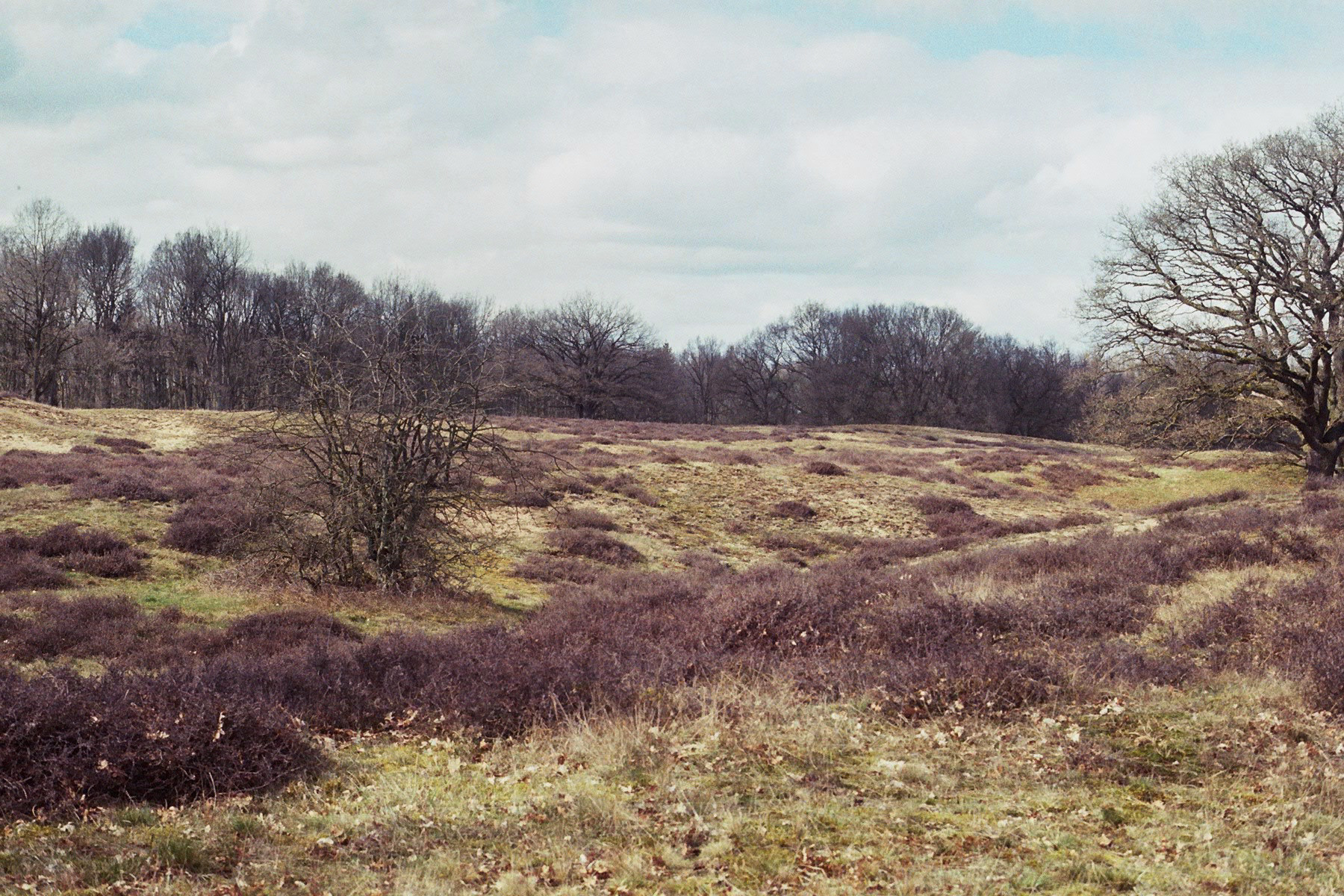
NSG „Borkener Paradies“
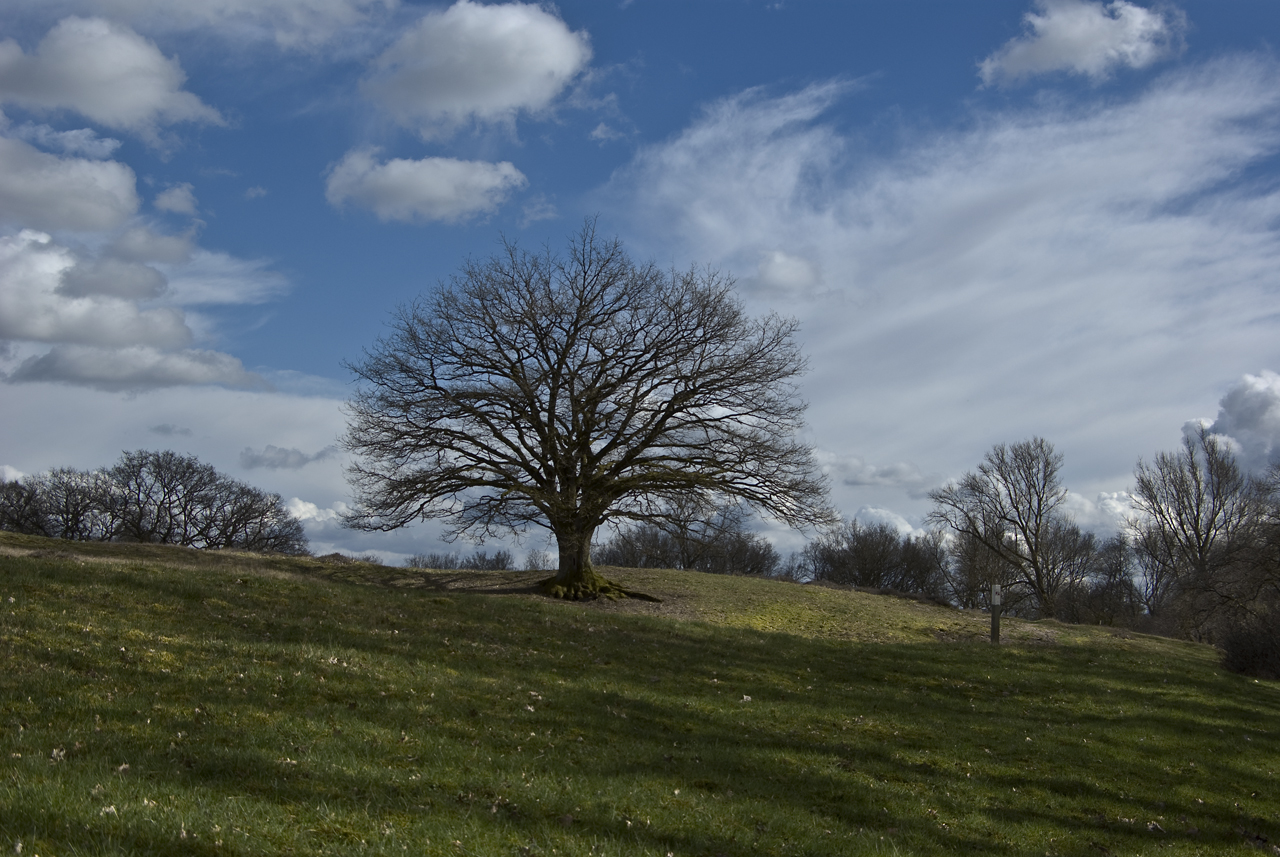
NSG „Borkener Paradies“
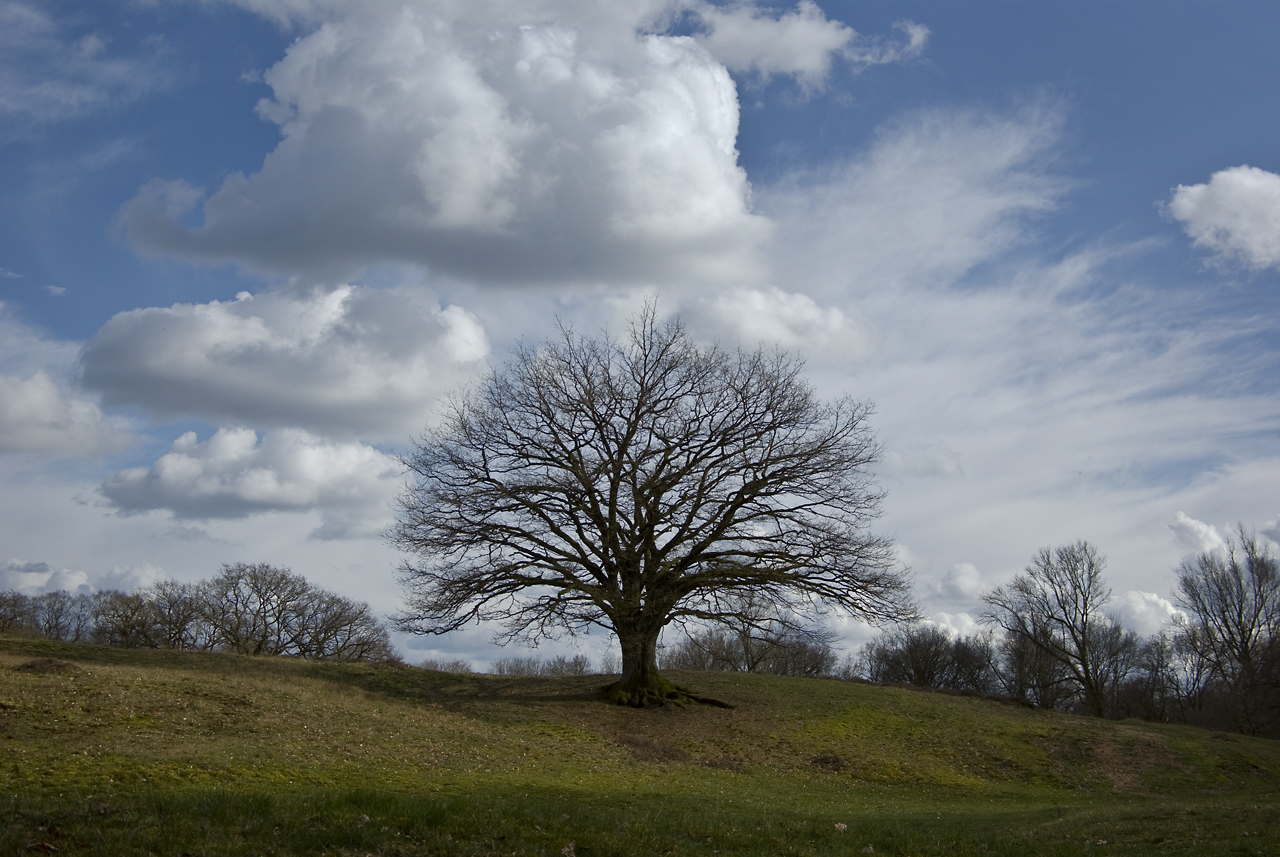
NSG „Borkener Paradies“
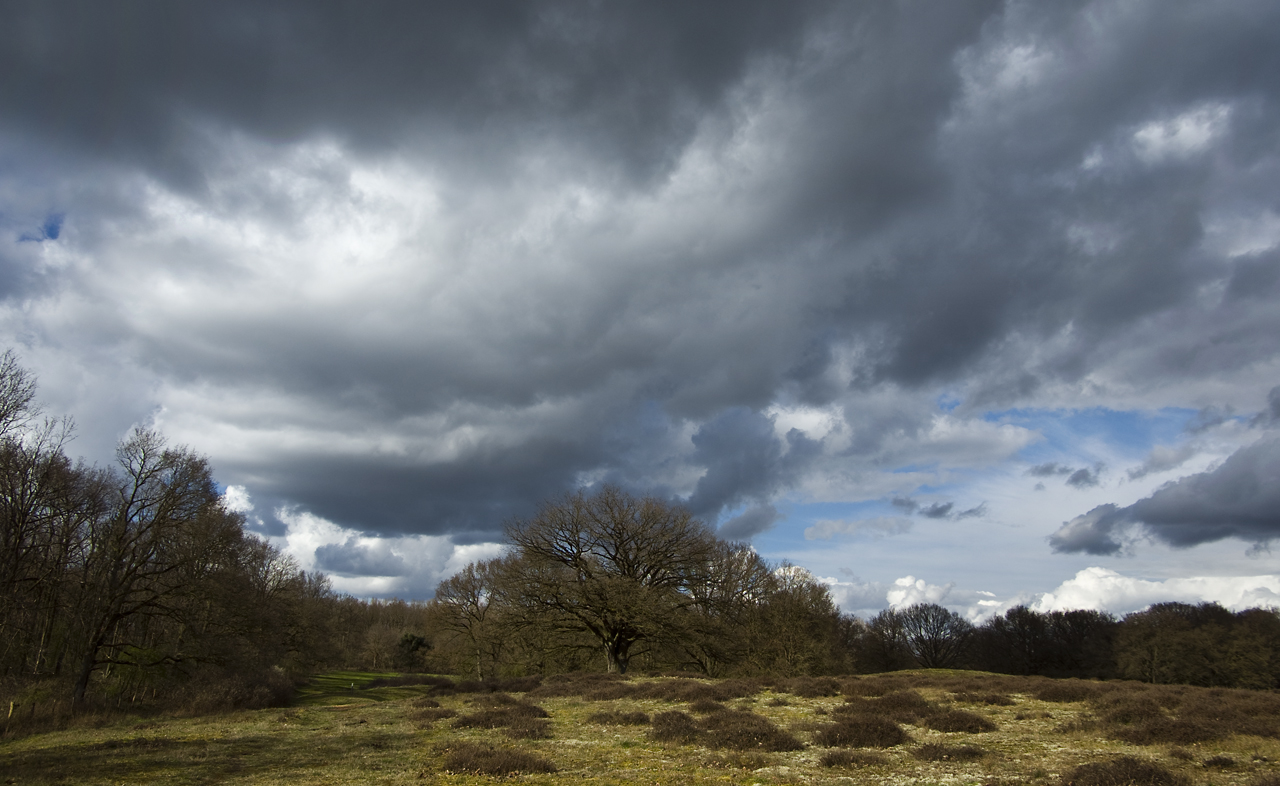
NSG „Borkener Paradies“
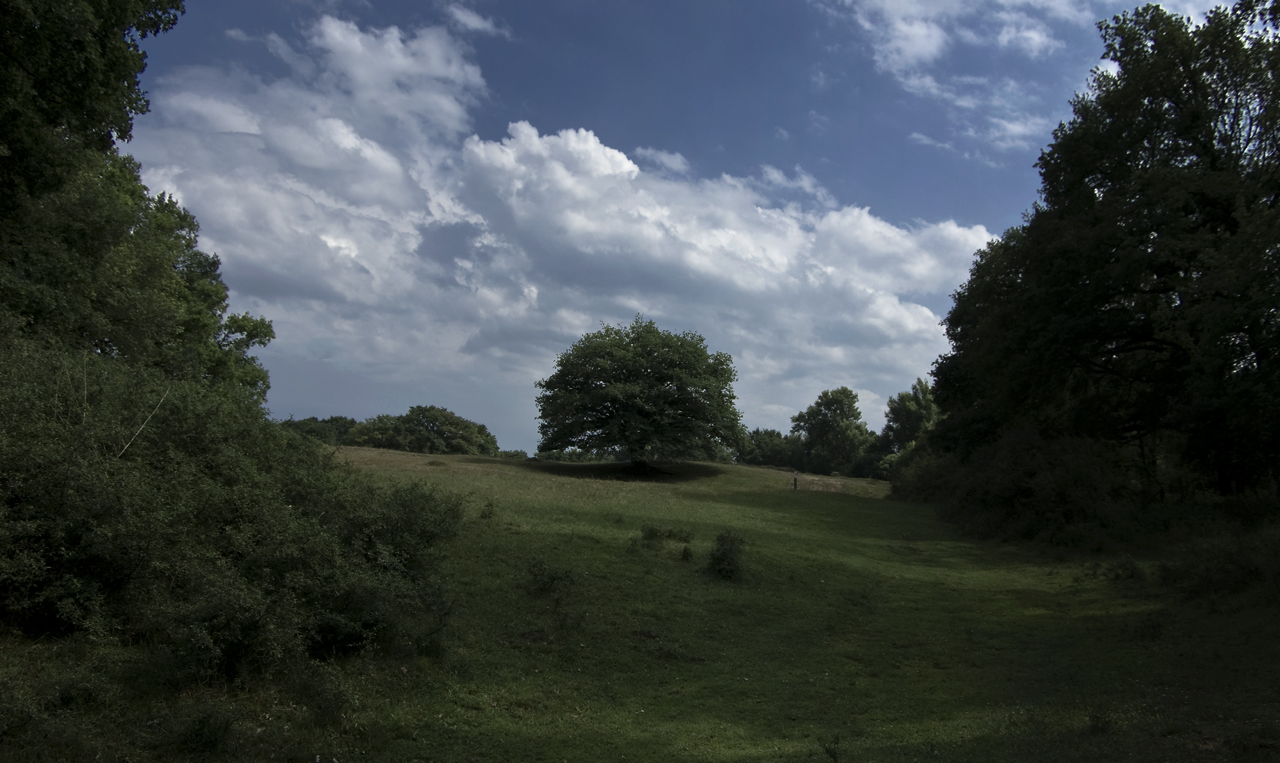
NSG „Borkener Paradies“
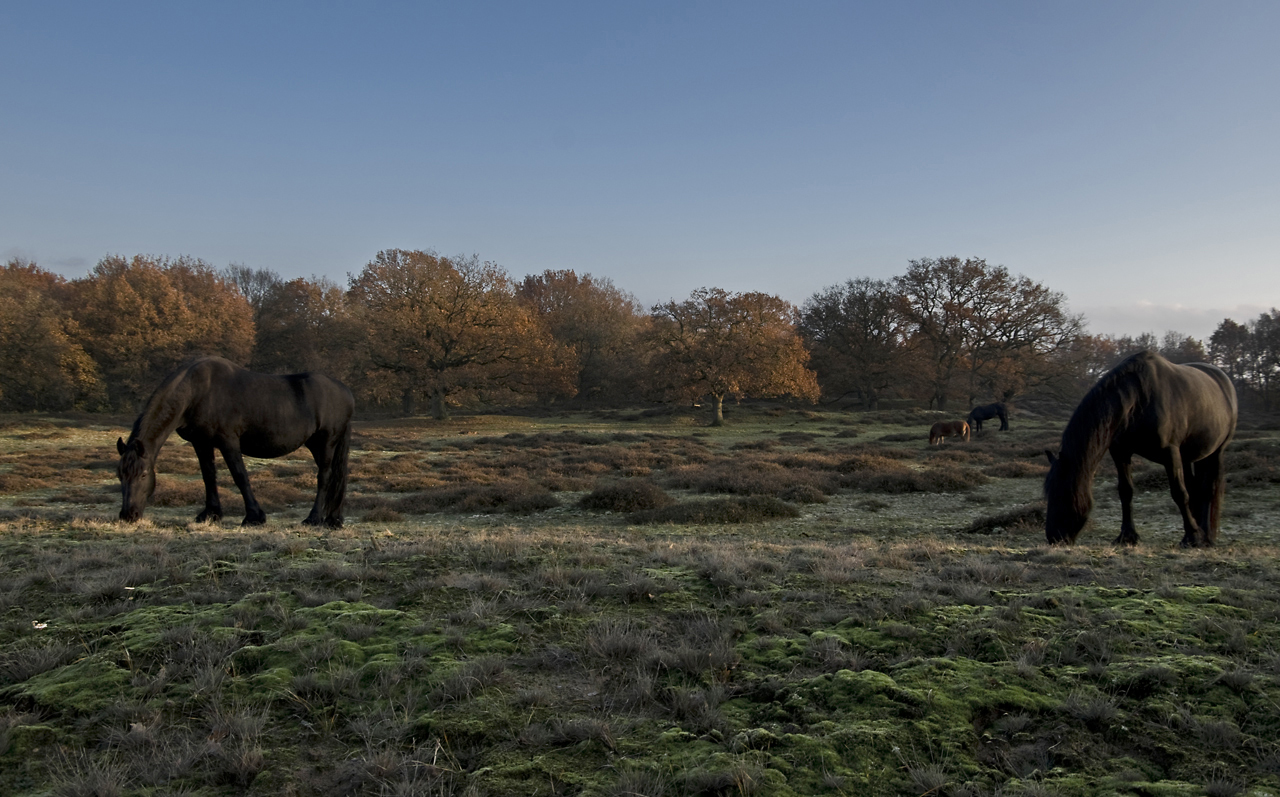
NSG „Borkener Paradies“